# Martinus van Thiel
Martinus van Thiel (Beek en Donk, 25 juli 1835 - Helmond, 19 oktober 1900) was een ondernemer te Helmond.
Hij was de zoon van Wilhelmus van Thiel en Gijsberdina van Duijnhoven. In 1861 trouwde hij met Maria Smulders (1837-1916) en ze kregen de kinderen: Johan, Jet, Henri, Petronella, Antoon, Frans, en Adriana. In 1852 kwam hij, samen met zijn broer Hendrik van Thiel, in de spijkerfabriek annex linnenweverij van zijn oudere broer Piet te werken. Piet hield, samen met zijn moeder, Gijsberdina, regie over het bedrijf strak in handen.
Martinus bekwaamde zich na de meesterschool te Geldrop in de administratieve kant van de bedrijfsvoering. Bij akte van 23 december 1861 ontstond aldus de fa. Gebroeders Van Thiel. Vrijwel direct nadat, in 1871, Gijsberdina was gestorven, vertrok Martinus met zijn broer Hendrik naar Helmond, waar ze in 1872 een handnagelsmederij en een stoomdraadnagelfabriek startten. Ook een linnen- en juteweverij werd geopend. Het grove linnenweefsel was bedoeld voor behang en verpakking. In 1889 werkten er 48 mensen in de draadafdeling en 51 in de weverij.
In 1890 gingen beide broers uit elkaar. Martinus ging verder onder de oude naam fa. Gebroeders Van Thiel, terwijl Hendrik een nieuw bedrijf oprichtte met de naam: fa. Hendrik van Thiel., het latere Nedschroef. Martinus' bedrijf zou spoedig door dat van zijn broer worden overvleugeld. De Gebroeders Van Thiel specialiseerde zich in bevestigingsartikelen. In 1930 besloot de bedrijfsleiding de productieactiviteiten stil te leggen. Het aantal arbeidskrachten nam dat jaar af van 270 tot 65. In 1931 verkocht de onderneming haar produktiequantum in een Europees draadkartel en ging de zaak in de mottenballen. De firmanten werden vervolgens in 1937 toch weer actief in de metaalsector door overname van metaalbedrijf Robur.